# Sven Niclas Berg

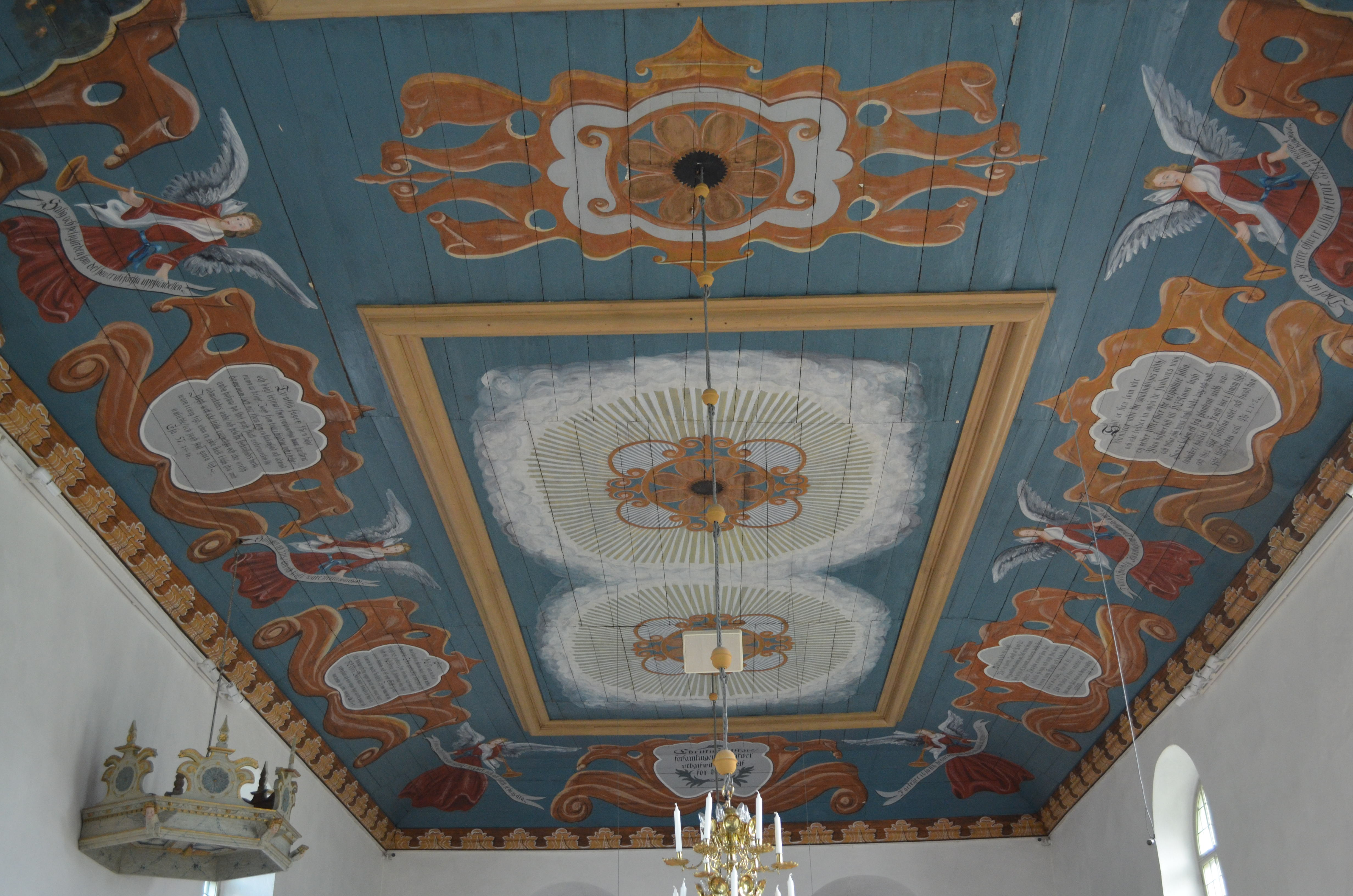
Den restaurerade takmålningen i Kulltorps kyrka.

Sven Niclas Berg, född 1729, död 1783 i Reftele socken, var en svensk kyrkomålare.

## Biografi
Berg var lärling hos Johan Kinnerus vid Göteborgs Stads Konst- och Målareämbete. Han blev emellertid aldrig mästare och bosatte sig i Reftele socken i Småland. Han var där verksam som häradsmålare och gästgivare. Lite finns bevarat och hans verk kan främst studeras i Gryteryds kyrka.

## Verk
- 1763 Burseryds kyrka. Enfärgad invändig målning. Försvunnet.
- 1764 Ås kyrka, Småland. Takmålningar. Försvunnet.
- 1769 Kulltorps kyrka. Takmålningar. Restaurerat.
- 1770-1771 Kållerstads kyrka. Takmålningar. Bräder från den rivna kyrkan förvaras i Ås kyrka.
- 1772 Gryteryds kyrka. Takmålningar. Bevarat.
- 1774-1776 Kinnareds kyrka. Takmålningar och målning av bänkdörrar. Bevarat.
- 1781 Båraryds kyrka. Takmålningar. Försvunnet.
- 1781 Fröderyds kyrka. Försvunnet.